# Elecciones generales de las Islas Malvinas de 1949
La elección general de las Islas Malvinas de 1949 fue la primera instancia electoral de las islas en su historia bajo dominio británico, que tuvo lugar en febrero de 1949 para elegir cuatro de los doce miembros del Consejo Legislativo de las Islas Malvinas, dos para la circunscripción electoral de Stanley, uno para la circunscripción East Falkland (Soledad) y otro para la circunscripción West Falkland (Gran Malvina). Los restantes miembros del Consejo Legislativo eran designados por el Gobernador de las Islas Malvinas.
Estas elecciones fueron autorizadas por el Decreto en Consejo sobre el Consejo Legislativo de las Islas Malvinas de 1948 (The Falkland Islands (Legislative Council) Order in Council, 1948), aprobado por el Rey Jorge VI en reunión con el Consejo Privado.
El decreto en consejo estableció que para poder ser elegible como miembro electo del Consejo Legislativo el candidato debía ser ciudadano británico mayor de 21 años. Era causal de inhabilitación para ser miembro electo aquella persona que debiera obediencia o adhesión a un Estado o potencia extranjera, que estuviera en quiebra declarada en cualquier parte del Reino Unido o de sus dependencias, que estuviese condenada a pena de muerte o pena de prisión por un período mayor de seis meses aún por cumplir, que hubiese sido declarada incapaz mentalmente, que fuera parte de o estuviera asociada a una empresa con la que el gobierno colonial mantuviera contratos, aquella que ya estuviera desempeñando un cargo en el gobierno colonial de las islas, estuviera inhabilitada para ser registrado como un elector o para las elecciones por razón de su cargo según las leyes de la época, no tuviera una residencia habitual en la colonia por un período de al menos doce meses, o haber sido inhabilitada por delitos electorales relacionados con la elección de los miembros elegibles.
Desde su fundación en 1845 hasta ese entonces los miembros del Consejo Legislativo eran designados por el Gobernador de las Islas Malvinas.

## Resultados
| Circunscripción electoral    | Miembros elegidos      |
| ---------------------------- | ---------------------- |
| East Falkland (Soledad)      | Arthur Grenfell Barton |
| West Falkland (Gran Malvina) | Keith William Luxton   |
| Stanley                      | Stanley Charles Luxton |
| Stanley                      | Arthur Leslie Hardy    |